# 3-то средно училище „Марин Дринов“
3 средно училище „Марин Дринов“ се намира в София, България.
Училището е създадено през 1928 г. и сред най-старите училища в район „Илинден“. Намира се на улица „Хайдут Сидер“ и е наречено на Марин Дринов – един от първите възрожденски педагози и министър на народната просвета в свободна България.

## История
- 1927 – 1928 учебна година – в Гевгелийския квартал се открива 3 училище с начален курс на обучение и 7 – 8 паралелки. Помещавало се е в сегашната сграда на Техникума по месопреработване.
- 1938 г. – прераства в основно и се нанася в сегашната сграда. Пръв директор е Йордан Войнов, който написва текст за химн на училището, а музиката е на Д. Генов. Народният художник Александър Жендов изработва проект за училищното знаме и подарява портрет на проф. Марин Дринов. Създава се родителски комитет.
- 1943 – 1944 учебна година – сградата на училището е превърната в болница.
- 1950 – 1951 учебна година – училище „Марин Дринов“ става 3 Единно средно училище до 11 клас с 37 паралелки. Училищната библиотека се пренася в отделна сграда.
- 1953 – 1954 учебна година – разделя се на 2 училища – 3-то и 30-о със среднообразователен курс на обучение (1 – 11 клас).
- 1957 – 1958 учебна година – има 33 паралелки с 1181 ученици. Родителският комитет закупува за учениците инструменти за духова музика.
- 1960 – 1961 учебна година – първенец на випуска е синоптичката Любка Кумчева с успех Отличен 6,00.
- 1961 – 1962 учебна година – създадени са училищен хор и танцова трупа, които печелят много награди.
- 1990 г. – въвежда се профил „Изобразително изкуство“ с прием след 7 клас.
- 1991 г. – въвежда се профил „Християнско изкуство и култура“ с прием след 7 клас.
- 1993 г. – въвежда се разширено изучаване на изобразително изкуство от 1 клас.
- 1998 г. – по идея на директора Цанков и със съдействието на Родителския комитет при министър Илчо Димитров е въведено обучение до 12 клас с право на сертификат за специалност „педагог“. Въвежда се изучаването на изобразително изкуство с разширено чуждоезиково обучение с прием след 7 клас.[2]